# Hopfkuckuck
|  | Dieser Artikel wurde aufgrund von formalen oder inhaltlichen Mängeln in der Qualitätssicherung Biologie zur Verbesserung eingetragen. Dies geschieht, um die Qualität der Biologie-Artikel auf ein akzeptables Niveau zu bringen. Bitte hilf mit, diesen Artikel zu verbessern! Artikel, die nicht signifikant verbessert werden, können gegebenenfalls gelöscht werden. Lies dazu auch die näheren Informationen in den Mindestanforderungen an Biologie-Artikel. |

Der Hopfkuckuck oder Himalajakuckuck (Cuculus saturatus) gehört zur Ordnung der Kuckucksvögel (Cuculiformes) und zur Familie der Kuckucke (Cuculidae). Wie zahlreiche Arten der Kuckucksvögel ist der Hopfkuckuck ein Brutschmarotzer. Er parasitiert vor allem Laubsänger und Pieper.
Das Verbreitungsgebiet des Hopfkuckucks ist sehr groß. Sein Brutgebiet erstreckt sich vom europäischen Russland bis nach Sibirien, Japan und Thailand. Überwinternde Hopfkuckucke sind bis in den Südosten Australiens anzutreffen. Es werden zwei Unterarten beschrieben, denen einzelne Autoren gelegentlich auch Artstatus zubilligen. Die IUCN stuft die Art als nicht gefährdet (least concern) ein. Sie ist vor allem im Himalajagebiet ein weit verbreiteter, häufig zu hörender Vogel.
Auf Grund von mtDNA-Analysen ist gesichert, dass der Hopfkuckuck mit dem auch in Mitteleuropa vorkommenden Kuckuck (Cuculus canorus) sehr eng verwandt ist. Sie sind die Schwester-Klade zu Madagaskarkuckuck und Afrikanerkuckuck.

## Merkmale

### Körpermaße und Körperbau
Der Hopfkuckuck erreicht eine Körperlänge von 32 bis 33 Zentimeter, der in seiner Körperform dem Blasskuckuck sehr ähnelt, aber geringfügig größer ist. Das Erscheinungsbild erinnert entfernt an Falken. Es besteht sowohl bei den adulten Individuen als auch den Jungvögel ein Geschlechtsdimorphismus.
Von der Körperlänge entfallen durchschnittlich 13,6 Zentimeter auf das Schwanzgefieder. Die Flügel sind bei den Männchen durchschnittlich 18,3 Zentimeter lang. Die der Weibchen sind mit durchschnittlich 17,5 Zentimeter geringfügig kürzer. Der Schnabel ist durchschnittlich 2 Zentimeter lang. Weibchen sind tendenziell etwas schwerer: Bei im Zeitraum zwischen Februar und Mai gewogenen Hopfkuckucken betrug ihr Gewicht durchschnittlich 97,7 Gramm, das der Männchen dagegen 91,8 Gramm.
Die Iris ist bei den meisten Männchen gelblich. Es kommen vereinzelt jedoch auch Männchen mit einer orangebraunen Iris vor. Bei den Weibchen treten neben der gelben Iris häufiger auch Individuen mit einer rötlichen bis rötlichbraunen Iris aus. Der Augenring ist bei beiden Geschlechtern gelb. Der Schnabel ist schwärzlich mit einer orangegelben bis grüngelblichen Schnabelbasis. Das Schnabelinnere ist gelblich. Die Beine und Füße sind gelblich bis orange mit etwas brauner gefärbten Krallen.

### Männchen

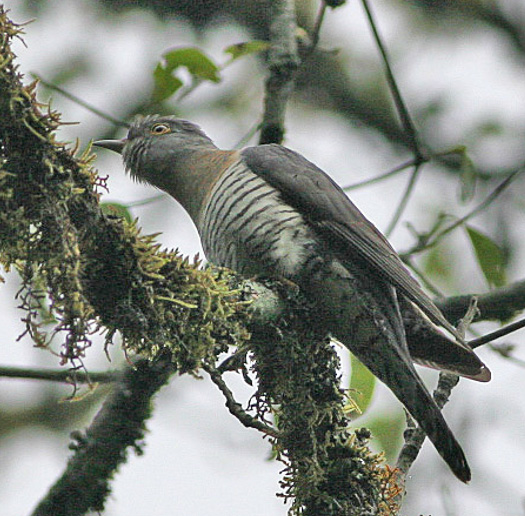
Hopfkuckuck, Bhutan

Beim Männchen sind der Scheitel und der Nacken aschgrau mit einem leicht bläulichen Schimmer. Die Kopfseiten, Das Kinn, die Kehle und die Vorderbrust sind etwas heller. Der Mantel, der Rücken, der Bürzel sowie die Oberschwanzdecken sind dunkelgrau, wobei die Oberschwanzdecken weiß gesäumt sind. Die Flügel sind dunkelgrau. Die untere Brust, die Flanken und der Bauch sind weiß bis blass bräunlich, in Richtung Bürzel und Unterschwanzdecken geht dies in einen intensiveren Braunton über. Bürzel und Unterschwanzdecken weißen eine breite, gleichmäßige Querbänderung auf. Das dunkelgraue Schwanzgefieder ist gestuft, auf dem mittleren Steuerfederpaar befinden sich eine weiße Punkte. Die äußeren Steuerfedern sind die Spitzen der Außenfahnen weiß gesäumt, was vor allem auf der Unterseite deutlich sichtbar ist.

### Weibchen
Bei den Weibchen werden zwei Farbmorphen unterschieden. Die graue Farbmorphe ist von dem Männchen kaum zu unterscheiden. Auf der Körperunterseite ist die Brauntönung in der Regel etwas ausgedehnter als bei den Männchen. Die braune Farbmorphe hat ein überwiegend rostbraunes Gefieder und weist eine dunkle Querbänderung auf dem Scheitel, dem Nacken, der Körperoberseite und den Flügeln auf. Das Kinn, die Kehle und die Vorderbrust sind weißlich mit einer schmalen dunkelbraunen Querbänderung. Auf der übrigen Körperunterseite ist die Querbänderung breiter, die Grundfärbung des Gefieders dunkelt in Richtung Unterschwanzdecken zu einem hellbraun nach. Das Schwanzgefieder ist rostbräunlich mit V-förmigen dunklen Querbändern.

## Stimme
Der Balzruf des Männchens ist ein schnelles bu-bu-bu, dem mehrere schnellere und dumpfere bu-bu-Rufe folgen. Jede Silbe ist von ähnlicher Tonhöhe, sie erinnern entfernt an die Rufe des Wiedehopfs. Verglichen mit dieser Art ist die Tonhöhe jedoch tiefer. Die Ruffolgen werden sechs bis acht Mal wiederholt.
Die Rufe der Männchen sind am häufigsten in den morgendlichen und abendlichen Dämmerstunden zu vernehmen. Rufende Männchen sitzen gewöhnlich hoch oben in den Bäumen; sie rufen allerdings auch während des Fluges, das Schwanzgefieder der Männchen ist dabei deutlich gespreizt. Die Körperhaltung, die männliche Hopfkuckucke während des Rufens auf ihren Singwarten einnehmen, weichen von der des Kuckucks ab: Der Schnabel ist bei ihnen geschlossen, der Kopf ist gesenkt, während sich die Kehle während des Rufends dehnt. Während des Rufens wird das Schwanzgefieder gesenkt und die Flügel leicht nach unten geöffnet. Sie wechseln häufig die Singwarte und fliegen dabei auffällig langsam. Häufig ist dann während des Fluges auch ein Rufen zu vernehmen.

## Verbreitungsgebiet der beiden Unterarten

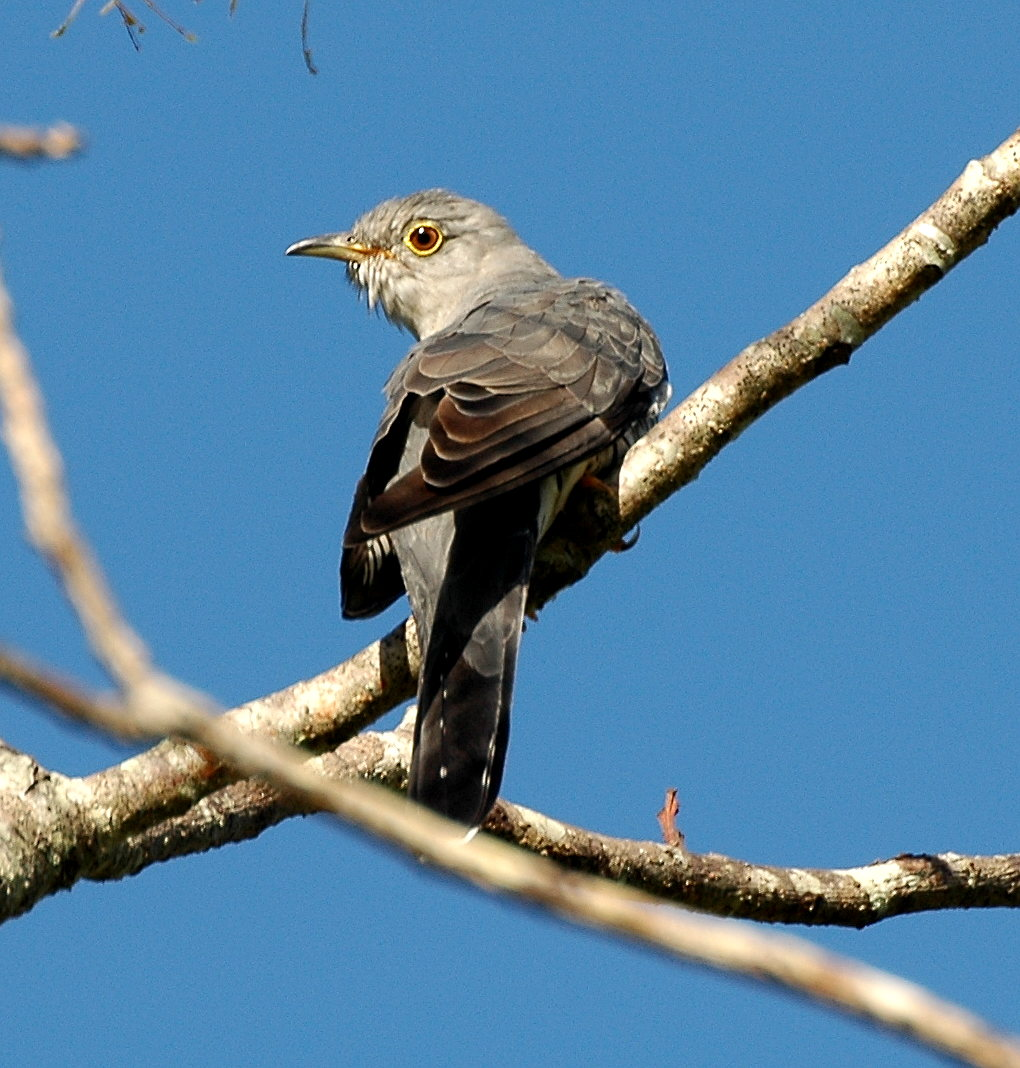
Hopfkuckuck der Unterart Cuculus seratus optatus

Beide Unterarten sind Langstreckenziehen, die sich außerhalb der Brutzeit gewöhnlich südlich ihrer Brutgebiete aufhalten. In den Überwinterungsgebieten, die sich von Indien über Südostasien bis nach Australien erstrecken, sind teilweise beide Unterarten anzutreffen. Sie kommen in folgenden Regionen vor:
- Cuculus saturatus optatus – Gould, 1845: Das Verbreitungsgebiet reicht vom europäischen Russland bis nach Sibirien, Kamtschatka, Kurilen und Sachalin. In Sibirien reicht das Verbreitungsgebiet bis zum Polarkreis. In südlicher Richtung erstreckt sich das Verbreitungsgebiet bis nach Kasachstan, dem Altai-Gebirge, der Mongolei und umfasst auch den Norden Chinas, Korea sowie Japan. Während des Winterhalbjahrs ist diese Unterart in Indochina, auf Borneo, Java, den Philippinen, den Salomonen, auf Neuguinea und dem Norden und Osten Australiens anzutreffen.[6] Die in Sibirien brütenden Individuen sind dort bereits ab Mitte bis Ende Juli nicht mehr zu vernehmen. Im September und Oktober überqueren sie in großer Zahl die koreanische Halbinsel. Im australischen Darwin werden sie gewöhnlich ab Anfang Dezember beobachtet.[7] Auf dem Rückzug sind sie über der Torres Strait vor allem im März und April zu beobachten. Diese Unterart ist als Irrgast gelegentlich auch in Finnland und der Region um St. Petersburg anzutreffen.[4]
- Cuculus saturatus saturatus – Blyth, 1843: Das Verbreitungsgebiet der Nominatform erstreckt sich von Kaschmir über den Süden des Himalayas bis nach Assam, dem Norden und Osten von Myanmar, Thailand sowie dem Süden von China und Taiwan. Während des Winterhalbjahres ist im Süden Thailands, auf der Malaiischen Halbinsel und den Philippinen bis nach Neuguinea anzutreffen.

Als Irrgast sind Hopfkuckucke im Winterhalbjahr sehr selten auch in Neuseeland anzutreffen.

## Lebensraum
Der Hopfkuckuck ist sehr anpassungsfähig und kommt in den verschiedensten Landschaften im bewaldeten Bergland vor. Zum Verbreitungsgebiet gehört Borealer Nadelwald, wobei er besonders häufig in Regionen ist, die mit Lärchen dicht bestanden sind. Im subtropischen Regionen ist er besonders häufig in Gewässernähe zu finden. Verglichen mit dem zur Avifauna Mitteleuropas zählenden und eng mit ihm verwandten Kuckuck ist er im Sommerhalbjahr in niedrigeren Höhenlagen anzutreffen: Generell ist er oberhalb von 1000 Höhenmetern vergleichsweise selten.
Während des Winterhalbjahrs ist er grundsätzlich in höheren Lagen anzutreffen. In Pakistan ist er beispielsweise während des Winterhalbjahres auch in Höhenlagen von 1800 Metern anzutreffen, allerdings fehlt er dort in den alpin geprägten Regionen, in denen der Kuckuck anzutreffen ist. In Nepal dagegen kann er bis in Höhenlagen von 3000 Metern beobachtet werden. In Australien hält er sich in dieser Jahreszeit auch in Sümpfen, Monsunregenwäldern und offenen Eukalyptuswäldern auf. Da er außerhalb der Brutzeit weniger scheu ist, ist er in Australien gelegentlich auch in den Gärten und Parks von Vorstädten zu beobachten.

## Lebensweise

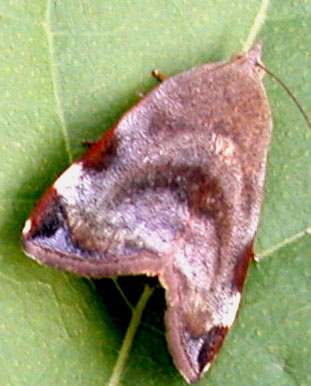
Die Raupen von Hyblaea puera gehören zur Nahrung des Hopfkuckucks

Der Kopfkuckuck ähnelt in seiner Lebensweise sehr dem Kuckuck, so zeigt er beispielsweise ein ähnliches Balzverhalten: Männliche Kopfkuckucke locken Weibchen mit Rufen. Bei Annäherung eines Weibchens werden die Pausen zwischen den Rufen kürzer. Das Männchen nickt mit dem Kopf, spreizt die Flügel ab, lässt sie hängen und fächert den Schwanz auf. Mit zunehmender Erregung und nach Verfolgungsflügen geht das Kopfnicken des Männchens in tiefe Verbeugungen mit dem ganzen Körper über. Ist das Weibchen sehr nahe, pendelt das Männchen mit dem erhobenen, nicht gefächerten Schwanz hin und her. Anschließend wird das Weibchen stumm über längere Zeit verfolgt, wobei erhöhte Sitzwarten angeflogen werden.
Während der Brutzeit ist der Kopfkuckuck sehr scheu, insbesondere die Weibchen lassen dann nur sehr selten Rufe vernehmen.
Der Hopfkuckuck sucht seine Nahrung vor allem im Blattwerk von Bäumen und Sträuchern. Deutlich seltener kommt er während der Nahrungssuche auf den Waldboden oder Grasflächen herab. Die Nahrung besteht überwiegend aus Raupen, von denen die meisten stark behaart sind. Während der Nahrungssuche schlägt er häufig heftig mit den Flügeln, um seine Balance zu halten. Er sucht einzelgängerisch oder in kleinen Trupps nach Nahrung. Ist das Nahrungsgebiet jedoch in einem bestimmten Gebiet über längere Zeit sehr groß, dann kann es zur Ansammlung von zahlreichen Kuckucken kommen. Ein Beispiel für eine solche Ansammlungen von Kopfkuckucken liegt unter anderem für November und Dezember 1976 vor. Auf einer an einem Flusslauf liegenden und 100 Hektar großen Teakholzplantage auf Neuguinea kam es in diesem Zeitraum zu einem starken Befall durch Raupen der Teakholzmotte Hyblaea puera. Der Trupp an Kopfkuckucken, die dieses überreiche Nahrungsangebot nutzte, umfasste mehr als 3000 Kopfkuckucke.

## Fortpflanzung

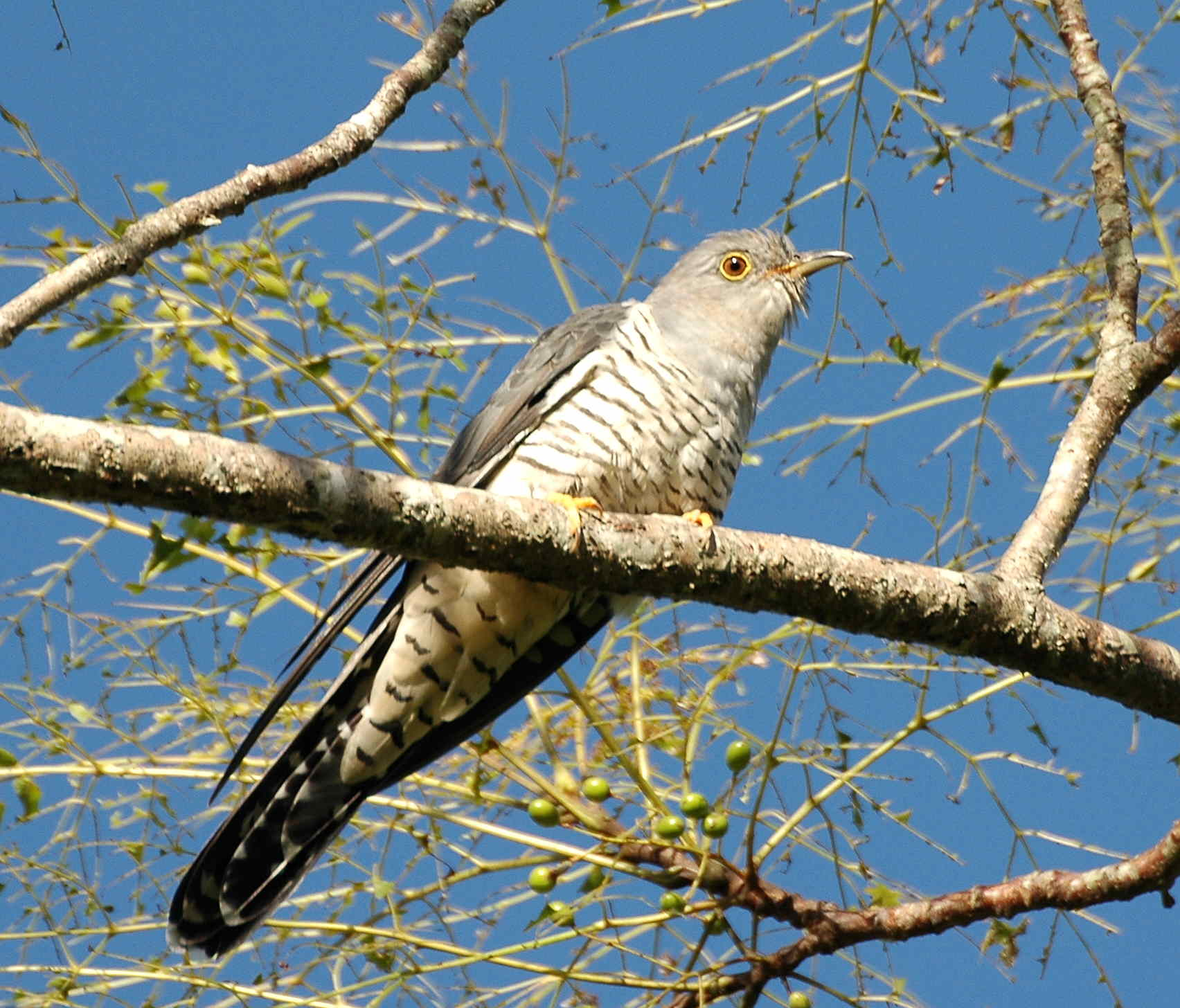
Hopfkuckuck, Unterart C. s. optatus

Der Hopfkuckuck ist ein obligatorischer Brutparasit, das heißt, er zieht seine Nachkommen nicht selber groß: Das Weibchen legt die Eier in die Nester bestimmter Wirtsarten, wobei eine Präferenz für Laubsänger und Pieper besteht. Die Eier sind lang spindelförmig und haben eine glatte Schale, die leicht glänzt. In ihrer Färbung gleichen sie nach jetzigem Erkenntnisstand dem der Wirtsvögel. Die Brutzeit entspricht der der jeweiligen Brutvogelarten. In Indien legt das Weibchen des Kopfkuckucks vor allem im Zeitraum Mai bis Juni ihre Eier ab, in Nepal erstreckt sich die Eiablagephase dagegen von März bis August.
Zu den Wirtsvogelarten der bis ins europäische Russland vorkommenden Unterart C. s. optatus zählt unter anderem der Zilpzalp, der Baumpieper, die Schwarzkehlbraunelle und der Strichelschwirl. In Japan wird unter anderem der Japanseidensänger und der Narzissenschnäpper parasitiert.
Der frisch geschlüpfte Hopfkuckuck ist zunächst vollständig unbehindert. Der Nesthocker hat einen rotorangen Rachen und gelblich-Weiße Schnabelwülste. In den ersten Tagen nach dem Schlupf wirft er ähnlich wie die Jungvögel des Kuckucks die Eier und kleinen Jungen der jeweilige Wirtsart aus dem Nest.

## Einzelbelege
1. 1 2 3   Handbook of the Birds of the World zum Hopfkuckuck, aufgerufen am 25. November 2017
2. ↑  Higgins (Hrsg.): Handbook of Australian, New Zealand & Antarctic Birds: Volume 4 Parrots to Dollarbird. S. 653.
3. 1 2 3   Erhitzøe, Mann, Brammer, Fuller: Cuckoos of the World. S. 468.
4. 1 2 3   Erhitzøe, Mann, Brammer, Fuller: Cuckoos of the World. S. 469.
5. 1 2  Higgins (Hrsg.): Handbook of Australian, New Zealand & Antarctic Birds: Volume 4 Parrots to Dollarbird. S. 657.
6. 1 2 3   Erhitzøe, Mann, Brammer, Fuller: Cuckoos of the World. S. 470.
7. ↑  Higgins (Hrsg.): Handbook of Australian, New Zealand & Antarctic Birds: Volume 4 Parrots to Dollarbird. S. 656.
8. ↑  Higgins (Hrsg.): Handbook of Australian, New Zealand & Antarctic Birds: Volume 4 Parrots to Dollarbird. S. 655.
9. ↑  Higgins (Hrsg.): Handbook of Australian, New Zealand & Antarctic Birds: Volume 4 Parrots to Dollarbird. S. 654.
10. ↑   Erhitzøe, Mann, Brammer, Fuller: Cuckoos of the World. S. 471.